# Trực Ninh
Trực Ninh là một huyện thuộc tỉnh Nam Định, Việt Nam.

## Địa lý
Huyện Trực Ninh nằm ở phía Đông Nam của tỉnh Nam Định, cách thành phố Nam Định khoảng 12 km, cách trung tâm thủ đô Hà Nội khoảng 100 km, có vị trí địa lý:
- Phía đông giáp huyện Xuân Trường với sông Ninh Cơ là ranh giới tự nhiên
- Phía tây giáp huyện Nghĩa Hưng
- Phía nam giáp huyện Hải Hậu
- Phía bắc giáp huyện Nam Trực và huyện Vũ Thư, tỉnh Thái Bình.

## Hành chính
Huyện Trực Ninh có 21 đơn vị hành chính cấp xã trực thuộc, bao gồm 3 thị trấn: Cổ Lễ (huyện lỵ), Cát Thành, Ninh Cường và 18 xã: Liêm Hải, Phương Định, Trực Chính, Trực Cường, Trực Đại, Trực Đạo, Trực Hùng, Trực Hưng, Trực Khang, Trực Mỹ, Trực Nội, Trực Thái, Trực Thanh, Trực Thắng, Trực Thuận, Trực Tuấn, Trung Đông, Việt Hùng.

## Lịch sử
Trực Ninh là phần phía nam huyện Nam Chân xưa. Huyện Nam Chân là một trong 4 huyện thuộc phủ Thiên Trường (phủ này được đặt từ thời nhà Trần, thời thuộc Minh đổi thành phủ Phụng Hoá, thời nhà Lê lấy lại tên cũ Thiên Trường, đến năm 1682 thời Lê Trung hưng đổi thành Nam Chân. Năm Minh Mạng thứ 14 (1833) chia huyện Nam Chân thành hai huyện Nam Chân và Chân Ninh. Thời vua Tự Đức đổi làm Xuân Trường. Thời Thành Thái đổi Chân Ninh thành Trực Ninh.
Khi mới thành lập (1833) huyện Chân Ninh gồm 6 tổng của huyện Nam Chân cũ (trước năm 1833) (Duyên Hưng Hạ, Kim Giả, Phương Để, Quần Lãng, Thần Khê, Trung Lao) và tổng Ninh Nhất mới hình thành, tương đương với huyện Trực Ninh và một phần phía tây huyện Hải Hậu ngày nay. Thời Tự Đức gồm 7 tổng, 62 xã, thôn, trang; cuối thế kỷ 19 còn 52 xã, thôn do cắt một số xã lập huyện Hải Hậu. Đầu thế kỷ 20 huyện Trực Ninh gồm 7 tổng với 53 xã, thôn.
Danh sách các tổng thuộc huyện Trực Ninh vào đầu thế kỷ 19 và đầu thế kỷ 20 như sau: Duyên Hưng Hạ, Giả Thượng, Kim Giả, Ngọc Giả, Ninh Cường, Phương Để, Quần Lãng, Thần Khê.
Sau Cách mạng Tháng Tám, huyện Trực Ninh ra đời với hàng loạt các xã mới trên cơ sở sáp nhập nhiều xã, làng cũ đồng thời đặt tên mới.
Ngày 25 tháng 4 năm 1961, sáp nhập xã Trực Hòa vào huyện Nghĩa Hưng và đổi tên thành xã Nghĩa Hiệp.
Ngày 26 tháng 3 năm 1968, sáp nhập 7 xã: Trực Thái, Trực Phú, Trực Đại, Trực Hùng, Trực Cường, Trực Tiến và Trực Thắng của huyện Trực Ninh vào huyện Hải Hậu, sáp nhập hai huyện Trực Ninh và Nam Trực thành huyện Nam Ninh.
Ngày 27 tháng 8 năm 1971, hợp nhất xã Trực Liêm và xã Trực Hải thành một xã lấy tên là xã Liêm Hải.
Ngày 23 tháng 2 năm 1974, sáp nhập xóm Đồng Nghè của xã Trực Tuấn vào xã Trực Đông, sáp nhập xóm Đại Nội của xã Trực Tuấn vào xã Trực Cát.
Ngày 18 tháng 12 năm 1976, hợp nhất xã Trực Trung và xã Trực Đông thành một xã lấy tên là xã Trung Đông, sáp nhập xã Trực Tiến vào xã Trực Đại.
Ngày 23 tháng 2 năm 1977, hợp nhất xã Trực Bình và xã Trực Tĩnh thành một xã lấy tên là xã Việt Hùng.
Ngày 27 tháng 3 năm 1978, hợp nhất xã Trực Cát và xã Trực Thành thành một xã lấy tên là xã Cát Thành; hợp nhất xã Trực Phương và xã Trực Định thành một xã lấy tên là xã Phương Định; hợp nhất xã Trực Chính và xã Trực Nghĩa thành một xã lấy tên là xã Chính Nghĩa.
Ngày 10 tháng 1 năm 1984, chia xã Chính Nghĩa thành 2 đơn vị hành chính lấy tên là xã Trực Chính và thị trấn Cổ Lễ (xã Trực Nghĩa cũ).
Ngày 26 tháng 2 năm 1997, huyện Trực Ninh được tái lập từ các xã thuộc huyện Nam Ninh và huyện Hải Hậu theo Nghị định 19-CP.
Ngày 31 tháng 3 năm 2006, chuyển xã Cát Thành thành thị trấn Cát Thành.
Ngày 13 tháng 12 năm 2017, chuyển xã Trực Phú thành thị trấn Ninh Cường.
Huyện Trực Ninh có 3 thị trấn và 18 xã như hiện nay.

## Kinh tế
Huyện Trực Ninh được Thủ tướng Chính phủ Công nhận đạt chuẩn Nông thôn mới năm 2017, theo Quyết định số 196/QĐ-TTg ngày 09/02/2018.

### Làng nghề
Các làng nghề xưa, làng nghề vẫn được duy trì, nghề phụ đã làm thay da đổi thịt cho bộ mặt nông thôn. Một số làng làm ăn có hiệu quả đời sống người dân nâng cao, cơ sở hạ tầng dân sinh khang trang hiện đại đã nổi lên như một trung tâm sầm uất của một vùng. Các địa phương có làng nghề, nghề phụ như:
- Nghề mộc mỹ nghệ Trung Lao (Trung Đông)
- Nghề mộc mỹ nghệ Đông Thượng (Trung Đông)
- Một số ít dệt chiếu Văn Lãng (Trực Tuấn)
- Làng nghề ươm tơ Cổ Chất (Phương Định)
- Mây tre đan An Mỹ (Trung Đông)
- Làng nghề dệt ươm tơ Dịch Diệp (Trực Chính)
- Trồng hoa hồng thôn Bắc Giang (Cát Thành)
- Làng nghề dệt ươm tơ Cự Trữ (Phương Định)
- Một số trước đây đan cót Trực Thanh
- Làng nghề mộc Mộc Kênh (thị trấn Cổ Lễ)
- Đan nón Hương Cát (thị trấn Cát Thành)
- Lưới vó gai Hạ Đồng (Trực Đạo)
- Làng nghề ươm tơ Nhự Nương (Phương Định)
- Làm đặc sản bánh rang Cát Thành
- Trước đây có nghề làm dây bện Tân Lý (xã Trực Hùng)
- Vận tải thủy ở Phú An (thị trấn Cát Thành).

## Dân số
Huyện Trực Ninh có diện tích tự nhiên 14.395,4 ha, dân số là 178.103 người. 45% dân số theo đạo Thiên Chúa.
Huyện Trực Ninh có diện tích 143,95 km², dân số năm 2022 là 182.103 người, mật độ dân số đạt 1.265 người/km².

## Văn hóa
Chùa Cổ Lễ thuộc thị trấn Cổ Lễ. Từ thành phố Nam Định qua cầu trên sông Đào, đi theo đường 21 khoảng 15 km là tới thị trấn Cổ Lễ, qua một cây cầu nhỏ rẽ phải 200m là tới chùa. Chùa Cổ Lễ vốn có từ rất lâu đời. Tương truyền chùa do thiền sư Nguyễn Minh Không thời Lý sáng lập. Ngôi chùa hiện nay do hòa thượng Phạm Quang Tuyên xây dựng vào tháng 11 năm 1920. Trước chùa có tháp Cửu Phẩm Liên Hoa 12 tầng được xây dựng vào năm 1926 - 1927. Tầng đế tháp có 8 mặt, đặt trên lưng một con rùa lớn hướng vào chùa. Trong lòng tháp có một cột trụ rất lớn, có 98 bậc thang từ đế tháp lên đỉnh tháp theo đường xoáy chôn ốc. Qua cây cầu cong là tới khu Phật giáo hội quán xây dựng năm 1936. Giữa chùa có chuông lớn nặng 9 tấn cao 3,2 mét được đúc vài năm 1936. Tòa thượng điện có tượng Phật Thích Ca cao 4 mét rộng 3,5 mét bằng gỗ sơn son thiếp vàng. Nhà tổ có pho tượng Phạm Quang Tuyên.
Ngoài thờ Phật, chùa còn thờ thiền sư Nguyễn Minh Không. Nơi đây còn có nhiều di vật văn hóa quý hiếm như đại hồng chung, một trống đồng thời Lý và một túi đựng đồng. Chùa Cổ Lễ đã được nhà nước công nhận là di tích kiến trúc - văn hóa. Lễ hội chùa được tổ chức vào ngày 13 đến 16 tháng 9 âm lịch hàng năm.

## Giao thông
Huyện có nhiều tuyến giao thông quan trọng đi qua như: Quốc lộ 21, 21B, 37B; tỉnh lộ 490C, 487, 488B, là điều kiện thuận lợi để huyện phát triển các ngành dịch vụ, thương mại. Sông Hồng, sông Ninh Cơ là những mạch giao thông thủy quan trọng, thuận lợi cho Trực Ninh trong việc vận chuyển, trao đổi hàng hóa, giao lưu kinh tế với các địa bàn.